# Лапушинский сельсовет
Лапуши́нский сельсовет — упразднённые административно-территориальная единица и муниципальное образование в составе Мокроусовского района Курганской области России. 
Административный центр — село Лапушки.

## История
В соответствии с Законом Курганской области от 6 июля 2004 года № 419 сельсовет наделён статусом сельского поселения.
Законом Курганской области от 08.10.2021 № 109 сельсовет упразднён в связи с преобразованием муниципального района в Мокроусовский муниципальный округ.

## Население
| 1989 | 2002 | 2010 | 2012 | 2013 | 2014 | 2015 |
| ---- | ---- | ---- | ---- | ---- | ---- | ---- |
| 668  | ↘575 | ↘436 | ↘430 | ↘409 | ↘386 | ↘378 |
| 2016 | 2017 | 2018 | 2019 | 2020 |      |      |
| ↘369 | ↘356 | ↘345 | ↘335 | ↘328 |      |      |

## Состав сельского поселения
| № | Населённый пункт | Тип населённого пункта       | Население |
| - | ---------------- | ---------------------------- | --------- |
| 1 | Большое Песьяное | деревня                      | ↘48       |
| 2 | Лапушки          | село, административный центр | ↘294      |
| 3 | Пивишное         | деревня                      | ↘94       |